# InterNations
InterNations は海外駐在者などが信頼を持ってつながることを目的とした世界中で展開されるサービスである。 2007年5月にCo-CEO Philipp von PlatoとCo-CEO Malte Zeeckにより設立された。2年でInterNations海外に駐在する人のための友達作りのネットワークとして成長し、大手のプラットフォームとしてグローバルな意志を持つ人々によって利用されるようになった。